# 부천 석왕사 목조관음보살좌상
부천 석왕사 목조관음보살좌상(富川 釋王寺 木造觀音菩薩坐像)은 대한민국 경기도 부천시, 석왕사에 있는 조선시대의 불상이다. 2007년 9월 3일 경기도의 유형문화재 제204호로 지정되었다.

## 개요
석왕사목조관음보살좌상은 조선 후기 중소형 보살상이다. 보살상의 크기는 높이가 48cm 무릎의 폭이 31cm이다. 보살상은 화려하게 장식된 커다란 보관(寶冠)을 쓰고, 약간 상체를 앞으로 내밀어 구부정한 자세를 취하고 있다. 보관 중앙에는 화려한 화염문과 화문이 장식되어 있다. 보살상은 타원형의 얼굴에 눈꼬리가 약간 위로 올라간 반쯤 뜬 눈과 원통형의 코, 그리고 살짝 미소를 머금은 입이 특징적이다. 수인은 목조로 된 손을 손목에 끼워 넣었으며, 오른손은 첫째와 셋째 손가락을 둥글게 맞댄 아미타수인을 취하고 있다.
바깥쪽에 걸친 대의는 변형 우견편단(右肩偏袒)으로 오른쪽 어깨에 대의자락이 가슴까지 내려와 물방울 같이 U자형을 이루고, 나머지 대의자락은 팔꿈치와 복부를 지나 왼쪽어깨로 넘어가고, 반대쪽 대의자락은 왼쪽 어깨를 완전히 덮고 내려와 복부에서 편삼과 자연스럽게 접혀있다. 보살상의 뒷면은 목 주위에 대의 끝단을 두르고 왼쪽 어깨에 앞에서 넘어온 오른쪽 대의 끝자락이 엉덩이까지 늘어져 있는데, 회암사 목조여래좌상의 뒷면의 옷주름보다 더 자연스럽고 부드럽게 늘어져 있다.
석왕사목조관음보살상에서 후령통과 발원문 2장이 발견되었는데 이 발원문을 통해 보살상의 제작과 개금 및 중수 내용을 알 수 있다. 발원문에 의하면 관음상은 1755년 4월 용화암에 봉안하기 위해 금어(金魚) 상정(尙淨), 칭숙(稱淑), 화사(畵師) 색민(色敏), 정인(定印), 보심(普心)이 제작하였다. 특히 조각승과 불화승이 공동으로 불상을 제작한 것은 이전 시기에는 매우 드문 일로 18세기 중반부터 불화승들이 불상의 개금과 조성에 서서히 참여하고 있음을 알려주는 귀중한 불상이다.

## 같이 보기
- 석왕사

## 참고 자료
- 부천 석왕사 목조관음보살좌상 - 국가유산청 국가유산포털